# Claudia Frontino
Claudia Frontino   (Mollet del Vallès, 1989) és una fotògrafa i periodista catalana establerta a Barcelona. L'any 2020 va guanyar el premi Montserrat Roig que atorga l'Ajuntament de Barcelona que li va permetre investigar sobre les causes i conseqüències del sensellarisme femení a la capital catalana.

## Biografia
Claudia Frontino es va llicenciar en periodisme per la UAB amb postgrau en mitjans online per la UOC i estudis superiors en fotografia documental i fotoperiodisme per Fuga, Centre de Fotografia. Des de 2015 és col·laboradora del diari Ara i des de 2019 fa de guia per a escoles de l'exposició World Press Photo a Barcelona de la mà de l'equip de Photographic Social Vision.
L'any 2020 va guanyar el premi Montserrat Roig que atorga l'Ajuntament de Barcelona que li va permetre investigar sobre les causes i conseqüències del sensellarisme femení a la capital catalana.
Posteriorment, va publicar el reportatge al diari Ara i fruit de la recerca feta ha guanyat els premis Mila de Periodisme per a la Igualtat de Gènere, el Premi de Periodisme Feminista María Luz Morales i el Premi de Periodisme Solidari Memorial Joan Gomis. La recerca feta sobre el sensellarisme femení s'ha convertit també en dues exposicions fotogràfiques que ha itinerant per espais de la ciutat, com La Bonne, el Centre Cívic Pati Llimona o diverses biblioteques barcelonines. Aquesta mostra posa de manifest la vulnerabilitat de les dones que viuen al carrer, explicant el problema que pateixen les dones sense llar.
Des de 2019 és sòcia de la cooperativa Agència Talaia, on treballa com a comunicadora, docent, periodista i fotògrafa. Com a fotoperiodista, ha participat i cobert, entre d'altres, alguns espectacles de Pallassos sense Fronteres a Bòsnia i Polònia, i de Metges sense Fronteres a joves que migren sense referents familiars a París.

## Exposicions
- Solo photo al FineArt (Igualada), 2014
- Solo series Realitats Paral·leles en Redscale al Festival Revela-T (Vilassar de Dalt), 2015
- Inicis amb Col·lectiu Il·lògics a la Galeria Barcelona Visions (Barcelona), 2015
- Inicis amb Col·lectiu Il·lògics al l'Estudi Fotografes.com (Barcelona), 2015
- Invisibles amb Col·lectiu Il·lògics a la galeria Moraima (Barcelona), 2016
- Dones sense llar. Històries de supervivència a Espai off del Centre Cívic Fort Pienc, 2022
- Dones sense llar a l'espai del Centre de Cultura de Dones Francesca Bonnemaison, La Bonne, 2023
- Sensellarisme femení, històries de supervivència a l'espai Can Basté, 2024